# Arnold Bos
Arnold Bos (Assen, 19 december 1969) is een Nederlands voormalig voetballer die als middenvelder uitkwam voor FC Groningen en BV Veendam. 
Bos begon bij BSVV in Bovensmilde en kwam in 1990 bij FC Groningen. In het seizoen 1992/93 werd hij verhuurd aan BV Veendam en keerde daarna terug bij ACV. In 1995 werd hij wederom door Groningen gecontracteerd maar in 1996 keerde hij ook weer terug bij ACV waarna hij enkel nog op amateurniveau actief was.